# Хаїт Ізраїль Абрамович
Ізраїль Абрамович Хаїт (1894, Російська імперія –1938, Київ, УРСР, СРСР) — радянський педагог, ректор Одеського інституту народної освіти.

## Біографічна довідка
Ізраїль Абрамович Хаїт народився в 1894 році. В 1918 році закінчив Віленський єврейський учительський інститут.
За політичними уподобаннями належав до лівого крила «Бунду».
В 1922—1925 роках  працював завідувачем Одеського губернського відділу народної освіти. Був редактором газет.
З 1 вересня 1925 року до 15 лютого 1926 року  обіймав посаду ректора  Одеського інституту народної освіти, а до 1927 року — штатного професора.
Згодом працював завідувачем кафедри педагогіки, деканом фізико-механічного факультету (16.08 — 22.10. 1930 р.), проректором Московського державного університету. Був членом ВКП(б).
В 1934—1936 роках виконував обов'язки директора Українського науково-дослідного інституту педагогіки.
З серпня 1933 року до лютого 1937 року обіймав посаду заступника Народного комісара освіти Української РСР, опікувався  навчально-виховними питаннями, підвищенням кваліфікації дошкільних кадрів, розробкою навчальних планів, підготовкою бібліотечних працівників.
Репресований. Розстріляний 12 вересня 1938 року в Києві.

## Праці
- Про знахорів, які претендували на звання учених/ І. Хаїт. // Комуніст. — 1927. — 23 жовтня.
- Система радянської освіти / І. Хаїт. — Харків: Книгоспілка, 1927. — 252 с.
- Педагогіка і політика / І. Хаїт. // Комуніст. — 1933.— 21 жовтня.
- За більшовистську чистку на фронті педагогічної теорії / І. Хаїт. — Харків: Радянська школа, 1934. — 47 с.
- На педагогічні теми/ І. Хаїт. — Харків: Радянська школа, 1936. — 206 с.

## Родина
- Хаїт Тетяна Марківна — історик комуністичної партії, декан робітничого факультету Одеського інституту народної освіти у 1925—1927 роках.

- Дочка: Олена Ізрайлівна Етінгоф (Хаїт) (1931—2012 рр.) — фізик-теоретик, кандидат наук.

- Онук: Павло Ілліч Етінгоф (1969 р.н.) — американський математик, професор Массачусетського університету.